# اچ‌ام‌اس کورن (ال۶۶)
اچ‌ام‌اس کورن (ال۶۶) (به انگلیسی: HMS Quorn (L66)) یک کشتی بود که طول آن ۸۵ متر (۲۷۸ فوت ۱۰ اینچ) بود. این کشتی در سال ۱۹۴۰ ساخته شد.